# Saint-Biez-en-Belin
Saint-Biez-en-Belin és un municipi francès situat al departament del Sarthe i a la regió de País del Loira. L'any 2007 tenia 684 habitants.

## Demografia

### Població
El 2007 la població de fet de Saint-Biez-en-Belin era de 684 persones. Hi havia 242 famílies de les quals 39 eren unipersonals (23 homes vivint sols i 16 dones vivint soles), 74 parelles sense fills, 113 parelles amb fills i 16 famílies monoparentals amb fills.
La població ha evolucionat segons el següent gràfic:
Habitants censats

### Habitatges
El 2007 hi havia 282 habitatges, 242 eren l'habitatge principal de la família, 11 eren segones residències i 29 estaven desocupats. 254 eren cases i 25 eren apartaments. Dels 242 habitatges principals, 181 estaven ocupats pels seus propietaris, 57 estaven llogats i ocupats pels llogaters i 3 estaven cedits a títol gratuït; 4 tenien una cambra, 11 en tenien dues, 25 en tenien tres, 77 en tenien quatre i 125 en tenien cinc o més. 192 habitatges disposaven pel capbaix d'una plaça de pàrquing. A 82 habitatges hi havia un automòbil i a 150 n'hi havia dos o més.

### Piràmide de població
La piràmide de població per edats i sexe el 2009 era:
| Homes | Edats   | Dones |
| ----- | ------- | ----- |
| 0     | 95 o +  | 0     |
| 4     | 90 a 94 | 4     |
| 0     | 85 a 89 | 0     |
| 0     | 80 a 84 | 0     |
| 20    | 75 a 79 | 12    |
| 8     | 70 a 74 | 12    |
| 12    | 65 a 69 | 20    |
| 0     | 60 a 64 | 8     |
| 16    | 55 a 59 | 20    |
| 20    | 50 a 54 | 24    |
| 28    | 45 a 49 | 16    |
| 12    | 40 a 44 | 16    |
| 20    | 35 a 39 | 28    |
| 8     | 30 a 34 | 12    |
| 21    | 25 a 29 | 20    |
| 12    | 20 a 24 | 20    |
| 17    | 15 a 19 | 24    |
| 24    | 10 a 14 | 28    |
| 8     | 5 a 9   | 24    |
| 32    | 0 a 4   | 20    |

## Economia
El 2007 la població en edat de treballar era de 431 persones, 353 eren actives i 78 eren inactives. De les 353 persones actives 330 estaven ocupades (180 homes i 150 dones) i 23 estaven aturades (7 homes i 16 dones). De les 78 persones inactives 29 estaven jubilades, 19 estaven estudiant i 30 estaven classificades com a «altres inactius».

### Ingressos
El 2009 a Saint-Biez-en-Belin hi havia 253 unitats fiscals que integraven 719 persones, la mediana anual d'ingressos fiscals per persona era de 17.541 €.

### Activitats econòmiques
Dels 9 establiments que hi havia el 2007, 1 era d'una empresa alimentària, 2 d'empreses de construcció, 1 d'una empresa de comerç i reparació d'automòbils, 1 d'una empresa de transport, 2 d'empreses d'hostatgeria i restauració, 1 d'una empresa de serveis i 1 d'una entitat de l'administració pública.
Dels 2 establiments de servei als particulars que hi havia el 2009, 1 era un taller de reparació d'automòbils i de material agrícola i 1 lampisteria.
L'any 2000 a Saint-Biez-en-Belin hi havia 13 explotacions agrícoles que ocupaven un total de 616 hectàrees.

## Equipaments sanitaris i escolars
El 2009 hi havia una escola elemental.

## Poblacions més properes
El següent diagrama mostra les poblacions més properes.